# 신주쿠 스완
《신주쿠 스완》(일본어: 新宿スワン)은 일본의 만화가 와쿠이 켄의 만화이다. 고단샤의 《주간 영 매거진》에서 2005년 20호부터 2013년 45호까지 연재되었다. 2007년 8월, TV 아사히에서 드라마화되었으며, 2015년 실사 영화가 공개되었다.
저자 와쿠이 켄은 실제로 일본의 스카우트 회사에서 일한 경험이 있으며, 이 작품은 저자 본인이 경험한 사건에 픽션을 가미해 만든 것으로 알려져있다.

## 만화
2000년대 초반 도쿄도 신주쿠구 가부키초를 주요 무대로, 스카우트맨을 주인공으로 해 그 성장 과정과 가부키초의 뒷세계를 담아낸 작품이다.
주인공 시라토리 타츠히코가 가부키초에 위치한 스카우트 회사 '버스트'에 입사하며 이야기가 시작하며, 버스트가 시부야로 진출하는 〈시부야 AV 편〉, 사채업을 하는 동료와의 항쟁을 다룬 〈검은 돈 편〉, 버스트의 요코하마 진출을 다룬 〈요코야마 왕국 편〉, 빚을 진 타츠히코가 스카우트맨에서 호스트로 변신해 가부키초의 호스트 클럽에서 일하게 되는 〈호스트 버블 편〉, 스카우트로 복직한 타츠히코가 라이벌 회사인 '미네르바'에 잠입하는 〈미네르바 잠입 편〉, 타츠히코가 스카우트 회사 '버스트 네오'를 창립하는 〈스스키노 감옥 편〉, 미네라바의 창립 멤버들이 만나는 과거회상편 〈가부키초 레퀴엠 편〉, 타츠히코가 모리나가 치사토와 메즈 토이와 함께 신주쿠로 돌아온 후를 그리는 〈버스트 탈환 편〉, 타츠미 코시로의 죽음의 진상을 그린 〈가부키초 레퀴엠 편 2부 (복수의 연쇄 편)〉, 작품의 최종장인 〈가부키초 피카레스크 편〉으로 작품의 이야기가 끝이 났다.

## 드라마
2007년 8월 18일부터 TV 아사히의 토요일 자정 드라마로 방송되었다. 전 6회로 끝났다.

### 출연진
- 시라토리 타츠히코 역 - 카와무라 요스케
- 하세가와 유코 역 - 야부키 하루나
- 미나미 히데요시 역 - 유게 토모히사
- 마코 역 - 키타무라 에이키
- 야마시로 준 역 - 후카자와 아츠시

## 영화
2015년 5월 30일에 개봉했고, 등급은 PG12를 받았다. 주말 관객 동원수 1위를 차지하며, 《신데렐라》의 6주 연속 1위 기록을 저지했다.

### 출연진
- 시라토리 타츠히코 역 - 아야노 고
- 미나미 히데요시 역 - 야마다 타카유키
- 아게하 역 - 사와지리 에리카
- 하야마 유타카 역 - 카네코 노부아키
- 세키 겐스케 역 - 후카미 모토키
- 토키마사 역 - 무라카미 준
- 요스케 역 - 쿠바타 유키
- 에이코 역 - 마노 에리나
- 리코 역 - 마루타카 마나미
- 도쿠야마 역 - 이치노세 와타루
- 아키오 역 - 오사다 세이야
- 마츠카타 사장 역 - 야스다 켄
- 료코 역 - 야마다 유
- 야마시로 진 역 - 토요하라 코스케
- 아마노 슈젠 역 - 요시다 코타로
- 마코 역 - 이세야 유스케

### 신주쿠 스완 2
《신주쿠 스완 2》(新宿スワンII, Shinjuku suwan II)는 일본에서 제작된 소노 시온 감독의 2017년 액션 영화이다. 아야노 고 등이 주연으로 출연하였다.

### 출연
주연
- 아야노 고
- 아사노 타다노부
- 이세야 유스케

조연
- 후카미 모토키
- 카네코 노부아키
- 무라카미 준
- 쿠보타 유키
- 카미지 유스케
- 히로세 아리스
- 타카하시 메리준
- 키리야마 렌